# Rubén González
Rubén González, född 26 maj 1919 i Santa Clara i provinsen Villa Clara, Kuba, död 8 december 2003 i Havanna, var en kubansk pianist.
González började spela piano redan som mycket ung, i tonåren studerade han på en musikhögskola i Cienfuegos men började senare studera till läkare. Han tvingades dock avbryta studierna på grund av ekonomiska problem. 1940 flyttade han till Havanna där han började försörja sig som pianist på olika klubbar, däribland den kända Buena Vista Social Club, och spelade även med flera band. Han blev snart berömd för sin unika spelstil och under 50- och 60-talet nådde hans berömmelse utanför Kuba. I början av 60-talet började han spela i Orquesta de Enrique Jorrín och skulle bli en av orkesterns fasta medlemmar under de kommande 25 åren. Under en kort tid 1987 var han även orkesterns ledare men gick ganska snart i pension. 
Under åren som följde levde han ett tillbakadraget liv men 1996 fick den amerikanske gitarristen Ry Cooder höra talas om honom. Cooder kontaktade González och erbjöd honom att medverka i ett nytt musikprojekt som skulle lansera traditionell kubansk musik i USA. González, som vid den tidpunkten inte ägt ett piano på 11 år och knappt ens spelat alls under samma period, inledde en andra karriär. Samarbetet med Cooder resulterade i albumet Introducing...Rubén González och han deltog även i inspelningen av albumet Buena Vista Social Club (uppkallat efter den klubb han spelat på som ung). Han medverkade också i Wim Wenders dokumentärfilm med samma namn som skildrar musikerna som spelade in albumet och den berömmelse de fick.
González fortsatte livet ut att spela piano och höll regelbundna konserter både på och utanför Kuba. Sina sista spelningar gjorde han 2002.

## Diskografi
- 1997: Introducing...Rubén González
- 1998: Indestructible
- 1999: Estrellas de Areito
- 2000: Sentimiento
- 2000: Rubén González & Friends
- 2000: Chanchullo
- 2002: Y La America del 55